# Екатериновка (район Магжана Жумабаева)
Екатериновка (каз. Екатериновка) — упразднённое село в районе Магжана Жумабаева Северо-Казахстанской области Казахстана. Входило в состав Бастомарского сельского округа. Исключено из учётных данных в 2024 году.
Код КАТО — 593637200.
В 10 км к востоку от села находится озеро Кельтесор.

## Население
В 1999 году население села составляло 271 человек (142 мужчины и 129 женщин). По данным переписи 2009 года, в селе проживало 33 человека (18 мужчин и 15 женщин).